# Cretamysmena fontana
Famille
Genre
Espèce
Cretamysmena fontana est une espèce fossile d'araignées aranéomorphes, la seule du genre Cretamysmena et de la famille des Cretamysmenidae.

## Distribution
Cette espèce dans a été découverte de l'ambre de Birmanie. Elle date du Crétacé.

## Description
La femelle holotype mesure 0,6 mm.

## Publication originale
- Wunderlich & Müller, 2018 : Fossil spiders (Araneae) in Cretaceous Burmese amber. Beiträge zur Araneologie, vol. 11, p. 1–167 (en).